# Barpeta Road
Barpeta Road é uma cidade e um município no distrito de Barpeta, no estado indiano de Assam.

## Demografia
Segundo o censo de 2001, Barpeta Road tinha uma população de 35 281 habitantes. Os indivíduos do sexo masculino constituem 52% da população e os do sexo feminino 48%. Barpeta Road tem uma taxa de literacia de 74%, superior à média nacional de 59,5%; com 57% para o sexo masculino e 43% para o sexo feminino. 11% da população está abaixo dos 6 anos de idade.